# 51-й Конгресс США
Пятьдеся́т пе́рвый Конгре́сс США — заседание Конгресса США, действовавшее в Вашингтоне с 4 марта 1891 года по 4 марта 1893 года в период первых двух лет президентства Бенджамина Гаррисона. Обе палаты, состоящие из Сената и Палаты представителей, имели республиканское большинство. Впервые с 43-го Конгресса 1873—1875 годов всё федеральное правительство контролировалось республиканцами. Распределение мест в Палате представителей было основано на десятой переписи населения Соединённых Штатов в 1880 году. Впервые за всю историю страны, за исключением военных лет, Конгресс потратил миллиард долларов, за что получил прозвище «Конгресс на миллиард долларов».

## Важные события
- 4 марта 1889 года — президентская инаугурация Бенджамина Гаррисона;
- 2 ноября 1889 года — принятие Северной Дакоты и Южной Дакоты в состав США в качестве 39-го и 40-го штата соответственно;
- 8 ноября 1889 года — принятие Монтаны в состав США в качестве 41-го штата;
- 11 ноября 1889 года — принятие Вашингтона в состав США в качестве 42-го штата;
- 2 мая 1890 года — образование территории Оклахома;
- 3 июля 1890 года — принятие Айдахо в состав США в качестве 43-го штата;
- 10 июля 1890 года — принятие Вайоминга в состав США в качестве 44-го штата;
- 29 декабря 1890 года — Бойня на ручье Вундед-Ни

## Ключевые законы
- Закон о пенсиях иждивенцам и инвалидам (1890);
- Антитрастовский закон Шермана (1890);
- Закон Шермана о покупке серебра (1890);
- Закон Морилла о сельскохозяйственных колледжах (1890);
- Тариф Мак-Кинли (1890);
- Закон о генеральной ревизии (1891);
- Закон об иммиграции (1891);
- Закон о торговом флоте (1891);
- Закон о международном авторском праве (1891)

## Членство

### Сенат
| Начало | 76 | 0 | 39 | 37 |
| Конец  | 86 | 2 | 51 | 35 |

### Палата представителей
| Начало | 324 | 1 | 164 | 160 | 0 |
| Конец  | 330 | 2 | 176 | 153 | 1 |